# Mucropetraliella
Mucropetraliella är ett släkte av mossdjur. Mucropetraliella ingår i familjen Petraliellidae.
Släktet Mucropetraliella indelas i:
- Mucropetraliella albirostris
- Mucropetraliella armata
- Mucropetraliella asymmetrica
- Mucropetraliella bennetti
- Mucropetraliella biaviculata
- Mucropetraliella bifidata
- Mucropetraliella bispinata
- Mucropetraliella capricornensis
- Mucropetraliella echinata
- Mucropetraliella ellerii
- Mucropetraliella halei
- Mucropetraliella laccadivensis
- Mucropetraliella ligulata
- Mucropetraliella loculifera
- Mucropetraliella magnifica
- Mucropetraliella mucroaviculata
- Mucropetraliella neozelanica
- Mucropetraliella nodulosa
- Mucropetraliella ovifera
- Mucropetraliella philippinensis
- Mucropetraliella porosa
- Mucropetraliella radiata
- Mucropetraliella robusta
- Mucropetraliella serrata
- Mucropetraliella thenardii
- Mucropetraliella trita
- Mucropetraliella tuberosa
- Mucropetraliella tubulifera
- Mucropetraliella verrucosa
- Mucropetraliella vultur